# 肥塚良彦
肥塚 良彦（こえづか よしひこ、1969年10月28日 - ）は、コナミデジタルエンタテインメント所属のゲームミュージックの作曲家。兵庫県神戸市出身。血液型はO型。
1991年頃にコナミに入社、「肥蔵」名義で『究極戦隊ダダンダーン』や『ときめきメモリアル対戦ぱずるだま』、ヒエヒエペン太（同社の冷凍機能付プライズゲーム）等の楽曲制作を担当。近年は、音楽ゲームブランドBEMANIシリーズの『GUITARFREAKS』・『drummania』シリーズの楽曲を主に制作している。自身の曲を自ら歌唱することも多い。また同シリーズの楽曲製作スタッフの中では数少ないベーシストとして、楽曲演奏に参加することもある。通称肥塚王子。
THE GITADO LIVEでは泉陸奥彦と並び、ライブステージ上で譜面台無しでの演奏を行った。演奏した17曲を全て暗譜するというベテラン（ステージ上で発言）らしいテクニックである。
2009年10月23日、コナミスタイルからファーストアルバム「DREAMS」をリリースした。
2023年10月28日、自身の54歳の誕生日にXのアカウントを開設した。

## 手がけた楽曲
- 名義が記載されていないものは肥塚良彦名義

### 作曲

#### GuitarFreaks＆DrumMania
- Sunny side street（dm1）
- TWILIGHT MOON (GF3)
- ON OUR WAY (GF3/dm2:Tommy-T)
- Na-na-na (Y.Koezuka with Yah Yah's )
- Now I'm sure (GF4/dm3:Thomas Howard Lichtenstein)
- NEVER AGAIN (GF5/dm4:Thomas Howard Lichtenstein)
- Mister magic (GF6/dm5:Thomas Howard Lichtenstein)
- Yellow Panic Time (GF6/dm5)
- WAKE ME UP! (GF6/dm5:TAEKO)
- DREAM RUSH (GF7/dm6:Stephen McKnight)
- Moonlight Walkin' （GF7/dm6:入尾信充 with Yah Yah's）
- cachaca (GF8/dm7:Mokky de Yah Yah's)
- Sweet Illusion (GF8/dm7:vivi (from iyiyim))
- Dreams in the night (GF9/dm8)
- S.P.I.P. (GF9/dm8:Thomas' family with Yah Yah's)
- Black horizon (GF9/dm8:Trick Trap)
- Dedication (GF11/dm10:Thomas Howard Lichtenstein)
- prism (GF11/dm10)
- あこがれ (GFV/DMV)
- ルックス (GFV/DMV:meli ♥ melo)
- 無常の星 (GFV/DMV:P-Bombers) - Jimmy Weckl、Kozo Nakamuraとの合作
- White tornado (GFV/DMV:Trick Trap)
- 楽園の天使 (GFV2/DMV2)
- 最速逃避行 (GFV2/DMV2:Twinkle☆berry)
- 魔法のタルト (GFV2/DMV2:Twinkle☆berry)
- Green Lime (GFV2/DMV2)
- Bittersweet (GFV3/DMV3:Frankie“Paradise”Legree)
- Purple storm (GFV3/DMV3:Trick Trap)
- 恋 (GFV3/DMV3:vivi (from iyiyim))
- Charismatic (GFV4/DMV4:Thomas Howard Lichtenstein)
- 人気者なんです(GFV4/DMV4:Twinkle☆berry)
- Tears of Happiness (CSGFV3/CSDMV3)
- 無言の街 （CSGFV3/CSDMV3:P-bombers） - Jimmy Weckl、Kozo Nakamuraとの合作
- Next Step（GFV5/DMV5:homas Howard Lichtenstein）
- Terpsichore (GFV5/DMV5:斉藤由佳)
- ガラスの小舟 (GFV6/DMV6)
- 風神雲龍伝 （GFV6/DMV6:98） - 96との合作
- Blue planet (GFXG/DMXG:Trick Trap)
- Pink Bird (GFXG2/DMXG2)
- ダイヤモンドロマンス(GFXG2/DMXG2:Twinkle☆berry)
- 幻想雷神記 （GFXG2/DMXG2:98） - 96との合作
- Adrenaline (GFXG2/DMXG2:Thomas Howard Lichtenstein)
- Brown blizzard (GFXG2/DMXG2:Trick Trap)
- Orange Flower Garden (GFXG3/DMXG3)
- タイムカプセル (GFXG3/DMXG3)
- ハートジャック (GFXG3/DMXG3:NANA)
- 夏・KOI・ムッシュ!! (GFXG3/DMXG3:ビーチサンダルズ)
- Red haze (GITADORA:Trick Trap)
- DIGITAL GIRL (GITADORA:石阪久美子)
- Shining Wings (GITADORA:柳本愛加)
- 白虎転生録 (GITADORA:98) - 96との合作
- Triple Journey -OJ EDITION- (GITADORA:Triumvirate)
- 冬色 (GITADORA:岡田知亜美) - 作詞を担当、作曲は泉陸奥彦
- 春待ち花 (GITADORA:二代目 天下茶屋子)
- もぎたてANGEL (GITADORA:YAMATO組－)
- Cherry (GITADORA OverDrive)
- Crystal Toybox (GITADORA OverDrive:OJ ENSEMBLE)
- LEMON & SALT (GITADORA OverDrive:小野秀幸×96×肥塚良彦) - 小野秀幸、96との合作
- Silver star (GITADORA OverDrive:Trick Trap)
- あなたが思うより愛していた (GITADORA OverDrive:ちななん)
- Eisenplatte (GITADORA Tri-boost:Akhuta y OJ) - Akhutaとの合作
- ララバイ哀愁 (GITADORA Tri-boost:YAMATO組－)
- 夏色DIARY -GITADORA style- (GITADORA Tri-boost:猫叉王子 feat.OJ)
- 京 (GITADORA Tri-boost:cosMo@暴走P feat.96 & 肥塚良彦) - cosMo､96との合作
- Golden galaxy (GITADORA Tri-boost:Trick Trap)
- ブランコ (GITADORA Tri-boost)
- 遊戯大熊猫 (GITADORA Tri-boost:98) - 96との合作
- 垓 (GITADORA Tri-boost:cosMo@暴走P feat.96 & 肥塚良彦) - cosMo､96との合作
- Durian (GITADORA Tri-boost Re:EVOLVE:肥塚良彦)
- Raspberry (GITADORA Tri-boost Re:EVOLVE:肥塚良彦)
- 失恋かぞえうた (GITADORA Matixx:GRAN-DRAMATIC BOYS) - 泉陸奥彦との合作
- 最強ゲームエンド (GITADORA Matixx:GRAN-DRAMATIC BOYS)
- Navy blue sea (GITADORA Matixx:Trick Trap)
- Ugly Duckling (GITADORA EXCHAIN:BEMANI Sound Team "肥塚良彦")
- Kiwi   (GITADORA NEX+AGE :BEMANI Sound Team "肥塚良彦")
- Violet Milky Way (GITADORA HIGH-VOLTAGE:BEMANI Sound Team "肥塚良彦")
- Mobius (GITADORA HIGH-VOLTAGE:BEMANI Sound Team "肥塚良彦")
- 月が嫌いになった理由 (GITADORA HIGH-VOLTAGE:BEMANI Sound Team "肥塚良彦")
- センチメンタル・イルミネーション (GITADORA HIGH-VOLTAGE:BEMANI Sound Team "肥塚良彦" feat. 駄々子)
- 素直な気持ちで (GITADORA HIGH-VOLTAGE:AiLi）
- Dreams on the road (コナステ GITADORA:BEMANI Sound Team "肥塚良彦")
- REAL WONDER LAND (コナステ GITADORA:ひまわり＊パンチ)
- パレットナイトフロウ (GITADORA FUZZ-UP:駄々子）
- ロマンティックのかけら (GITADORA FUZZ-UP:AiLi）
- Serious Joke (GITADORA FUZZ-UP:BEMANI Sound Team "肥塚良彦")

#### pop'n music
- ふたりのマニフェスト (12 いろは)
- 太陽とバトル （13 カーニバル:つよし） - DJ Yoshitakaとの合作
- ルネッサンス情熱（13 カーニバル:アニメ「ミスター味っ子」オープニング曲（国安わたる）のカバー）
- ネガイゴト (15 ADVENTURE)
- Hearty Party (16 PARTY♪:OJ ENSEMBLE)
- 心のコラージュ（18 せんごく列伝:つよし） - DJ Yoshitakaとの合作
- She saw a miracle (Sunny Park:OJ ENSEMBLE)
- ランデブー・ピュア (うさぎと猫と少年の夢)
- 天鈴少女 (peace:駄々子)
- 結果オーライ！相性チェック (解明リドルズ:BEMANI Sound Team "肥塚良彦")
- UNKNOWN REGION (UniLab:REVERSE JOY)  - Yvyaとの合作

#### jubeat
- あいのうた (jubeat)
- Queen's Paradise (ripples:Nanako)
- コイノチカラ (ripples APPEND:石阪久美子)
- うらもからだも落花微塵 (knit APPEND:Nanako)
- Starlight Parade (copious)
- Plum (copious APPEND)
- フー・フローツ (saucer:Nanako)
- Cassis (saucer)
- CIRCUS U CRIC (Qubell:Nanako)
- お茶づけ☆パラダイス (Qubell:A応P)
- 月影小町 (festo:駄々子)
- 封隠文様 (festo:駄々子)
- Cranberry (Ave.)

#### REFLEC BEAT
- 天地動伝説 (groovin'!!:98) - 96との合作

#### Dance Dance Revolution
- Sand Blow(2014)

#### 連動イベント楽曲
- 虹色の花 (私立BEMANI学園:Akhuta y OJ) - Akhutaとの合作
- 御千手メディテーション (発見！よみがえったBEMANI遺跡:昇天家族) - あさき、L.E.D.-G、PON、Qrispy joybox、RoughSketchとの合作
- Triple Journey (Triple Journey:Triumvirate) -TAG、ショッチョーとの合作
- 夏色DIARY (BEMANI SUMMER DIARY:猫叉王子) - 猫叉masterとの合作

#### その他(ゲーム以外)
- ギタ・ドラ・jubeat大夏祭りのテーマ (DNM盛り上げ隊)
- LoveLove DokiDoki (水戸ご当地アイドル(仮))

### 演奏参加
- ふたりのマニフェスト (Circle of the afternoon MIX) (DJ SIMON) - 上記曲のリミックスの再ボーカル
- FuriFuri'60 (Orange Lounge+) - 作曲:TOMOSUKE（ベース演奏）
- Orange Jet Stream (Jeni Freeman) - 作曲:TOMOSUKE（ベース演奏）
- SILLY　GIRL (Handsome JET Project) - 作曲:Yuei、作詞:Thomas Howard Lichtenstein（ベース演奏）
- 君のとなりに… (Handsome JET Project) - 作曲:Yuei、作詞:Handsome JET（ベース演奏）
- 誰？ (Handsome JET Project) - 作曲:Yuei、作詞:Handsome JET（ベース演奏）
- わすれもの （ハンサムジェットプロジェクトfeat.みずしな孝之） - 作曲:Yuei、作詞:Handsome JET（ベース演奏）
- Handsome JET L-Project (Handsome JET Project) - 作曲:Yuei、作詞:Handsome JET&Thomas Howard Lichtenstein（ベース演奏）
- 二人はラブラブ（仮） (Handsome JET Project) - 作曲:Yuei、作詞:Handsome JET（ベース演奏）
- 哀愁のコリゴリラ （ハンサムジェットプロジェクトfeat.みずしな孝之） - 作曲:Yuei、作詞:Handsome JET（ベース演奏）
- ヘリコプター （石坂久美子） - 作曲:Yuei、作詞:あさき（ベース演奏）
- こたつとみかん （ピンクカプセル） - 作曲:Yuei、作詞:あさき（ベース演奏）
- ひとりぼっち （ピンクカプセル） - 作曲:Yuei、作詞:あさき（ベース演奏）
- ROCKIN' PARADISE (Thomas Howard Lichtenstein) - 作曲:Kozo Nakamura（ベース演奏）
- Utopia （寺島純子） - 作曲:Kozo Nakamura（ベース演奏）
- Country day (Anna Vieste) - 作曲:Kozo Nakamura（ベース演奏）
- HELPLESS (TAEKO) - 作曲小野秀幸（ベース演奏）
- CASSANDRA （亜熱帯マジ-SKA爆弾） - 作曲:小野秀幸（ベース演奏）
- CLASSIC PARTY triathlon （小野秀幸） - 編曲:小野秀幸（ベース演奏）
- スイマーズ （亜熱帯マジ-SKA爆弾 feat. MAKI） - 作曲:小野秀幸（ベース演奏）
- Double Trouble （亜熱帯マジ-SKA爆弾 feat. Thomas Howard Lichtenstein） - 作曲:小野秀幸（ベース演奏）
- One Phrase Blues （小野秀幸） - 作曲:小野秀幸（ベース演奏）
- 三毛猫ロック （亜熱帯マジ-SKA爆弾） - 作曲:小野秀幸（ベース演奏）
- 琉球ランデブー （亜熱帯マジ-SKA爆弾 feat. MAKI） - 作曲:小野秀幸（ベース演奏）
- ancient breeze （小野秀幸） - 作曲:小野秀幸（ベース演奏）
- over there (VOX) - 作曲:小野秀幸（ベース演奏)
- The Least 100sec （佐々木博史） - 作曲:佐々木博史（ベース演奏）
- BOBBY SUE AND SKINNY JIM (Raj Ramayya) - 作曲:佐々木博史（ベース演奏）
- 子供の落書き帳 （佐々木博史） - 編曲:佐々木博史（ベース演奏）
- Concertino in Blue （佐々木博史） - 作曲:佐々木博史（ベース演奏）
- DEPARTURE (AKINO LEE) - 作曲:佐々木博史（ベース演奏）
- To the IST (Glancer) - 作曲:佐々木博史&AKAI（ベース演奏）
- たまゆら （佐々木博史） - 作曲:佐々木博史（ベース演奏）
- Little Prayer （土岐麻子） - 作曲:wac（ベース演奏)
- Red  (Kozo Nakamura) - 作曲:Kozo Nakamura (ベース演奏)
- 三毛猫ロックンロール （マジSKA） - 作曲:小野秀幸（ベース演奏）